# Foire des Rameaux
La foire des Rameaux est une fête foraine qui se déroule chaque année à Grenoble depuis la fin du XVIIIe siècle et qui débute toujours le samedi avant Rameaux (dimanche), entre la fin mars et la fin avril/début mai (4 mai en 2025). Au XXIe siècle, elle est située sur le parking de l'Esplanade de Grenoble, en bordure de la route de Lyon,a côté de la porte de France, au nord de la ville. La foire dure trois semaines (4 week-end).

## Historique

### Origines
Dès l'Antiquité, Cularo est le lieu du plus grand marché de la région. En 1184, le duc de Bourgogne officialise les foires de Grenoble ; la plus grande a lieu à l'automne. En 1528, trois foires annuelles sont décrétées. Elles n'incluent pas de fête au printemps.
Les premières traces d'une foire grenobloise tenue sur la place Grenette, alors place du Breuil, à partir du samedi de la veille des Rameaux, date d'immédiatement après les guerres de Religion. Cette foire sert à rendre plus actif le commerce local, jusque-là restreint à la production et à la clientèle de la ville, malgré les efforts des seigneurs et consuls de Grenoble.

### Débuts officiels de la foire des Rameaux
La foire est officialisée par le conseil de la ville en 1780 et organisée dans le Jardin de ville. Elle est ensuite déplacée le long du cours Saint-André, actuel cours Jean-Jaurès, vers la porte Randon.
Dans un premier temps, la foire sert aussi à montrer des innovations urbaines, notamment pour la lutte contre les incendies. En 1781, des mécaniciens pompiers lyonnais présentent un nouveau modèle de pompes hydrauliques à l'occasion de la foire. En 1786, un architecte lyonnais, le sieur Cointereaux, fait des expériences de maisons incombustibles en pisé.
Durant la période révolutionnaire, la foire prend le nom de « foire de l'Égalité » et sa date d'ouverture est fixée au 21 germinal,. Elle reste à durée variable malgré les arrêtés officiels. En 1806, la foire des Rameaux retrouve son nom original ainsi que ses dates libres. À cette époque, ce n'est pas la foire la plus importante de l'année à Grenoble : ce titre revient à la foire du mois d'août en raison de nombreux marchands venant directement de la foire de Beaucaire tenue en juillet.

### Mort d'Augustine Gandolfo
À la Belle Époque, la foire accueille des cabinets de curiosités, des loteries et des spectacles d'animaux.
Une foraine lyonnaise née en Italie de dix-huit, ou dix-neuf ans, Augustine Gandolfo, connue sous le nom d'artiste « Rosita », remplace le dompteur de la troupe, son frère, qui est très malade et ne peut pas faire la représentation,. Pendant le spectacle, elle est attaquée par une lionne de sa propre ménagerie, surnommée « Lydie, la lionne de l’Atlas », au cours d'un spectacle forain de la foire le dimanche 5 avril 1891. Elle meurt de ses blessures le lendemain.
L'accident est relaté en première page du supplément illustré du quotidien parisien le Petit Journal le 25 avril 1891, l'article indiquant les détails du drame et l'intervention de son frère qui ne peut rien faire pour la sauver. La dompteuse est inhumée dans le cimetière Saint-Roch de Grenoble ; les forains et les Grenoblois se cotisent pour orner sa sépulture de la statue de la lionne qui l'a tuée. Cette sculpture est volée plus tard.

Le 13 avril 2018, une statue de lionne est réinstallée sur la tombe de la jeune femme en présence de représentants de la municipalité et d’une délégation de forains,,

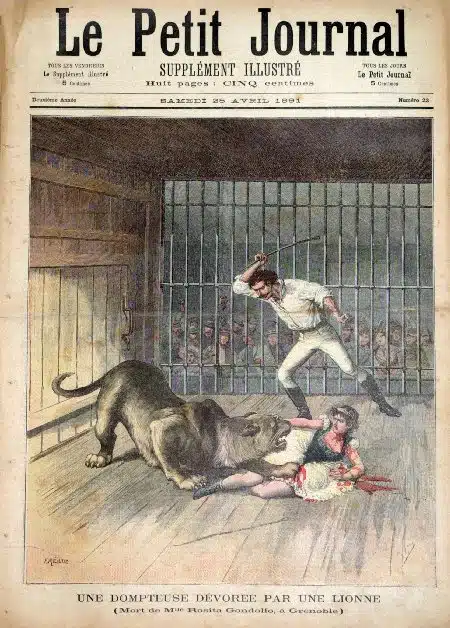
Une du Petit Journal du 25 avril 1891, dédié à la mort de Rosita Gandolfo.
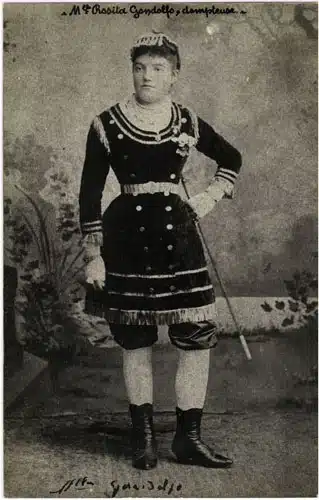
Portrait d'Augustine Gandolfo.
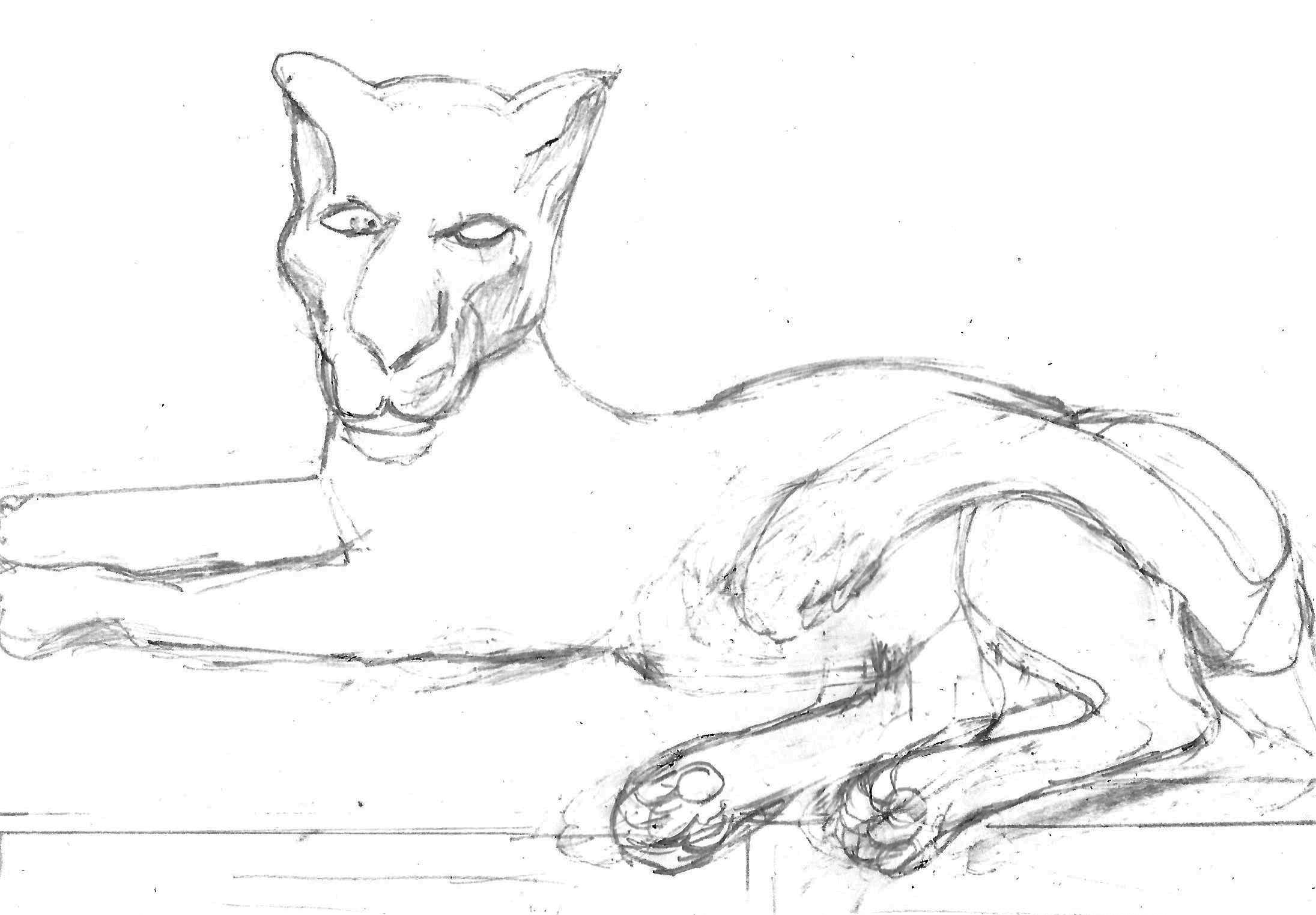
Lionne de la tombe de la dompteuse Augustine Gandolfo.

### Place Saint-Bruno

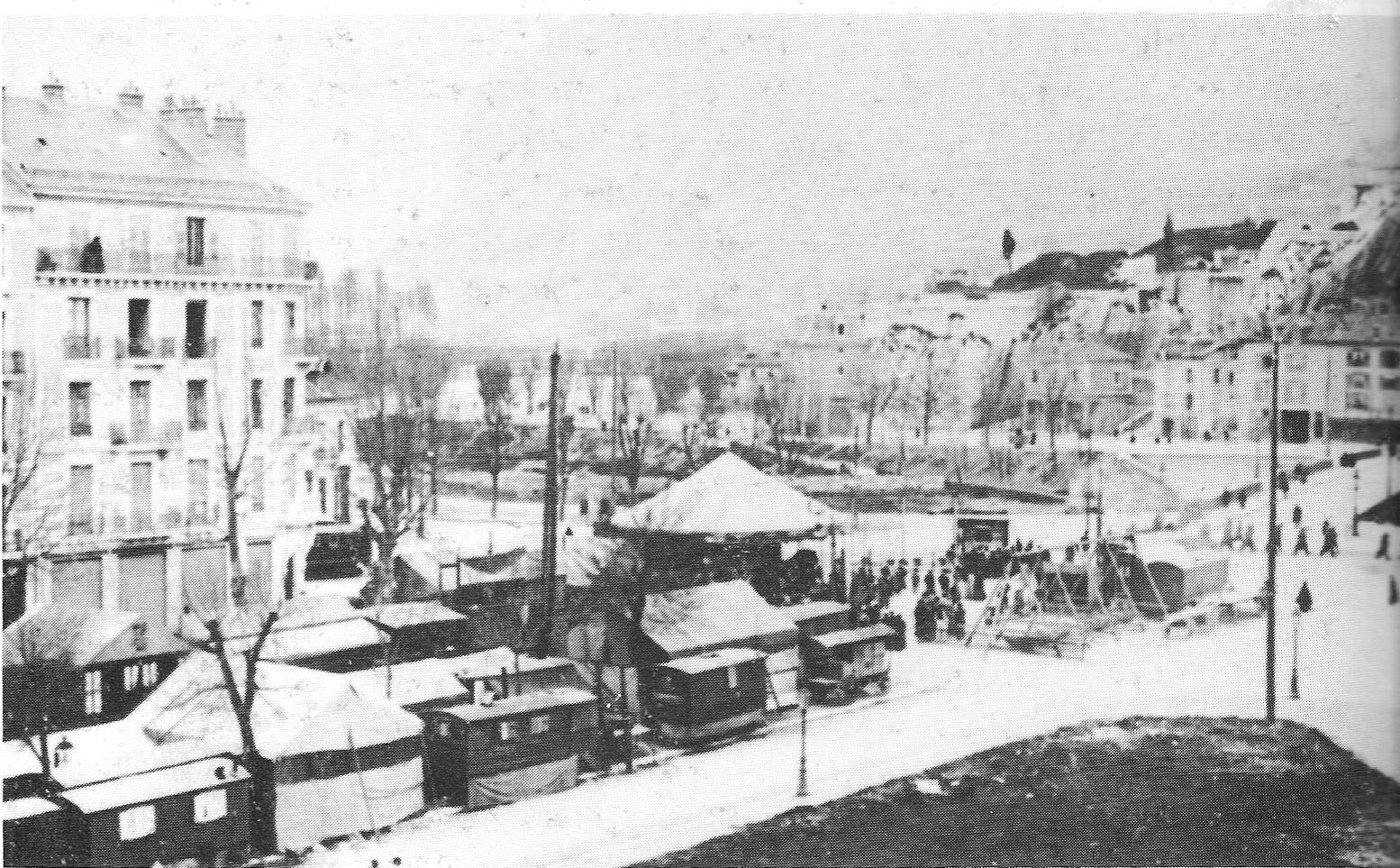
Foire des Rameaux, ca. 1900-1905, sur le cours Saint-André.

De 1905 à 1934, la foire s'installe sur la place Saint-Bruno. Elle perd quelque peu de son attrait : à l'époque, le quartier Saint-Bruno est un secteur nouveau et excentré qui n'attire pas les Grenoblois plus aisés.
Une salle de cinématographe, projetant des films de court-métrage, est installée le 8 avril 1906. L'année suivante, cependant, Charles Pathé commence à privilégier les cinémas sédentaires au détriment des cinémas itinérants, ce qui marque leur déclin.
En 1912, une nouvelle loi impose un carnet de circulation et un carnet anthropométrique pour les forains, rendant leur investissement beaucoup plus complexe. C'est à ce moment que la foire des Rameaux, comme beaucoup d'autres, marque un tournant qui priorise largement le divertissement aux échanges entre marchands.

### Foire de l'esplanade
C'est en 1934 que la foire des Rameaux prend place pour la première fois sur l'esplanade de la Porte de France. Au XXIe siècle, cette date de 1934 est souvent prise comme date officielle de début de la foire des Rameaux,,. Elle est alors de plus en plus souvent appelée « foire de l'esplanade ».
En 1968, la femme à barbe Angélina Lilliputienne s'exhibe dans un stand nommé « Le théâtre des Lilliputiens » et répond aux questions du public.
En 1970, le circuit de formule 1 Indianapolis pour enfants apparaît à la foire. Il est géré par Michel Rabbat, qui devient plus tard président du comité d'organisation. en 1973, la foire a sa première affiche de publicité.
En 1984, les allées de la foire, jusque-là en terre battue, sont goudronnées sous l'impulsion de l'adjointe aux travaux Christiane d'Ornano. Cela marque la fin des stands de cireurs de chaussures, jusque-là installés sous la Porte de France.
Dans les années 1980, plusieurs spectacles de magie font parler d'eux. En 1984, Miss Gorilla est une jeune femme se transformant en bête sauvage ; en 1987, la « femme sans corps », entre-sort d'Éric Cemiola, obtient un grand succès. La même année, des poneys permettent aux enfants de faire des promenades.
En 1986, André Dolce, président national de l'association Les Amis de la fête foraine, réclame à Alain Carignon, alors maire de la ville, la création d'une troisième allée centrale  pour y installer des forains non titulaires. Carignon refuse, et Dolce réitère sa demande la veille de l'ouverture de la foire. Après avoir essuyé un nouveau refus, il occupe l'esplanade avec le trésorier et le trésorier adjoint de l'association, réclamant la venue du maire et de Jean Mingasson, préfet de l'Isère. Il monte sur une Mercedes, s'asperge d'essence et menace de s'immoler ; les pompiers et la police sont envoyés sur place, et Dolce obtient gain de cause : il n'y a pas de nouvelle allée, mais quelques nouveaux emplacements sont ouverts aux non titulaires.

### Projets de déplacement
En 2009, le projet de création de la ligne E du tramway passant par l'esplanade est confirmé, avec un projet de ZAC qui prévoit d'installer 1 000 logements et un grand parc sur la place. En 2010, le conseil municipal dirigé par Michel Destot envisage le déplacement de la foire vers Alpexpo, entraînant un désaccord avec les forains qui estiment que le quartier est trop excentré et ne permet pas d'avoir un confort suffisant pour les forains sur place,. En 2013, l'organisation est considérée comme conflictuelle : pour les habitants du quartier, la vie quotidienne est perturbée pendant trois semaines, tandis que pour les habitants du centre-ville et l'association Vivre à Grenoble, l'événement a une signification identitaire et historique.
Dans les années 2010, un site web officiel, géré par une entreprise privée et commandé par le comité d'organisation, est créé.
En 2014, la largeur de l'esplanade est réduite pour la création de la ligne E du tramway, entraînant ainsi la diminution de la surface utilisée pour héberger la foire des Rameaux[réf. nécessaire]. Cependant, le projet de ZAC est abandonné la même année, laissant intact le reste de l'esplanade. La mairie prévoit d'accueillir en 2015 la foire au parc Paul Mistral, une proposition qui rencontre un accueil négatif de la part des habitants du quartier Exposition-Bajatière et de l'association Vivre à Grenoble. L'association des habitants locaux affirme avoir appris cette décision par la presse et n'avoir jamais été impliquée dans la convention signée en avril 2013 entre la ville de Grenoble et les forains, qui cette fois sont d'accord pour le déménagement.

C'est cette même année qu'est élu un nouveau comité d'organisation (AGOP). 

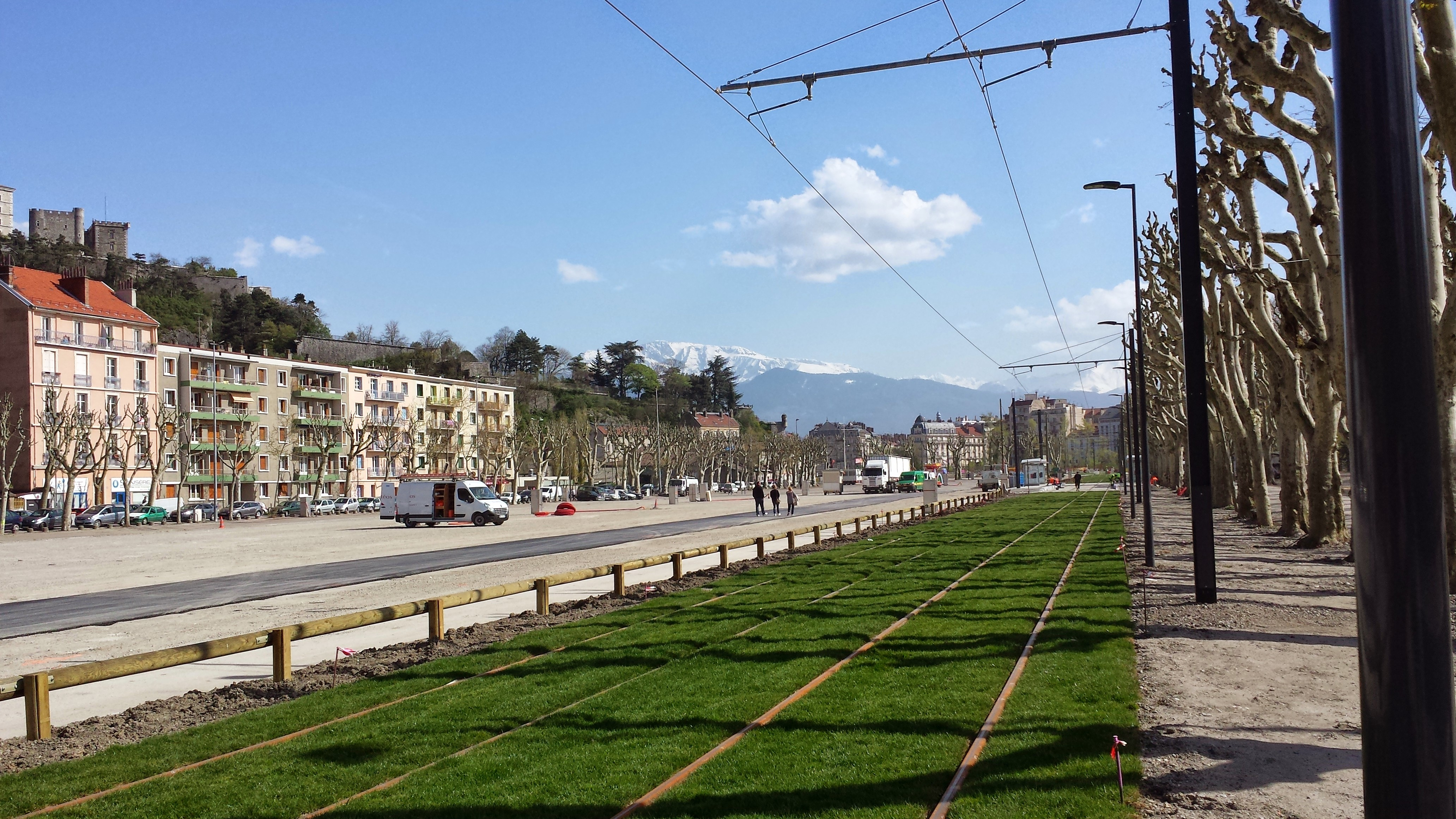
L'esplanade après les travaux

Pendant et après les élections municipales de 2014, le nouveau conseil municipal présidé par Éric Piolle s'était engagé lors de la campagne électorale de garder le site de l'esplanade. Afin de confirmer ce fait, le nouveau maire participe à l'ouverture de la 80e édition, le 12 avril 2014. En 2019, la fête foraine est confirmée pour rester organisée sur l'esplanade.

### Les éditions ou temps fort
En 2019, la foire des Rameaux est la troisième plus grande fête foraine itinérante de France après la foire du Trône et la foire de Nancy. Elle compte environ 250 000 visiteurs par an. La ville de Grenoble investit dans un nouveau transformateur visant à mieux alimenter les manèges en électricité.
L'édition 2020 est la première fête foraine de France annulée  par une municipalité en raison de la pandémie de Covid-19 avant même les annonces du gouvernement français imposant le confinement. L'édition 2021, initialement prévue du 27 mars au 18 avril 2021, est également annulée par décision de la municipalité de Grenoble le 17 février, au grand désespoir des forains.
La foire 2022 a eu lieu du 9 avril au 1er mai inclus. Le comité (AGOP) est réélu pour la troisième fois. Cette année-là, un manège reste bloqué une demi-heure avec huit personnes à bord.
La foire 2023 a eu lieu du 1er avril au 23 avril inclus avec un temps passable mais près de 500000 visiteurs 
La foire 2024 a eu lieu du 23 mars au 14 avril inclus sans vacance scolaire "C'est pas une mauvaise édition. C'est pas la meilleure mais c'est pas la pire non plus". John Naisse, responsable communication...
La foire 2025 a eu lieu du 12 avril au 4 mai inclus Le comité (AGOP) est réélu pour la quatrième fois. Beaucoup de pluie et de 400 a 500000 visiteurs bilant mitigée  . La municipalité a fait installé des cameras de comptage.

## Organisation
La foire est organisée chaque année pour une durée de trois semaines. Une demande des forains de passer la durée à quatre semaines, afin de mieux rentabiliser les manèges, est refusée par la mairie de Grenoble.
Au XXIe siècle, la fête foraine est organisée par la Ville de Grenoble ainsi que deux associations de forains. Le comité d'organisation de la foire est une association élue pour un mandat de trois ans. Ce comité s'occupe notamment de toute la communication autour de la foire, faisant fabriquer les visuels, les affiches et les faisant poser. Le budget du comité pour la communication est de 47 500 €.
Avant la foire, les forains contactent le service des emplacements de la mairie de Grenoble. Ils peuvent être titulaires, c'est-à-dire qu'ils ont un emplacement attitré et reviennent chaque année, ou appartenir à la « zone bleue » propre aux nouveautés, qui ne permet pas de venir deux ans d'affilée. Les emplacements des manèges titulaires sont le plus souvent transmis de génération en génération. Une fois l'emplacement choisi, les forains doivent fournir leurs documents commerciaux, indiquer leurs besoins en termes de puissance électrique, remplir une convention d'occupation temporaire du domaine public et fournir le numéro d'immatriculation de leurs véhicules. La mairie réalise ensuite des cartes de stationnement par numéro d'immatriculation que les forains doivent mettre sur le pare-brise de chaque véhicule.
La deuxième étape est celle de l'installation, qui met environ une semaine. À partir de cette étape, la ville fournit des services essentiels aux forains, tandis que les enfants sont scolarisés dans les écoles voisines. Pendant la fête des Rameaux, les installations sont ouvertes à partir de 14 heures, permettant aux forains de vérifier leurs manèges et d'effectuer la maintenance nécessaire toute la matinée.

## Emplacement
L'esplanade de Grenoble est utilisée différemment dans la saison, comme parking le plus souvent. Elle devient un lieu de fête à l'occasion de la foire, ce qui fait d'elle un lieu malléable de la ville. L'esplanade couvre environ 3 hectares. En 2013, le parking de l'Esplanade est reconnu comme lieu identitaire de Grenoble en raison de l'organisation de la foire des Rameaux.
Après les travaux, 10 000 mètres carrés sont retirés de l'esplanade, densifiant les allées de la fête foraine. Il reste environ 10 000 mètres carrés pour la foire elle-même et environ 8 000 servant à l'accueil des 290 caravanes et camions des forains. En tout, environ 1 400 personnes s'installent sur place le temps de la foire.
En 2025 -> 2027 de grandes modifications vont avoir lieu sur l'esplanade : un parc urbain ? , le parking ne réouvre pas après la foire 2025 .

## Notoriété
En raison de sa taille et sa renommée, la foire des Rameaux est présentée comme la troisième foire de France, après la foire du Trône à Paris et la foire attractive de Nancy. C'est également la fête foraine la plus attractive du département de l'Isère.